# K-3 (小銃)
K-3はアルメニア国防省の軍事産業部によって開発され、ガルニラーが製造するAK系統のブルパップ方式自動小銃である。

## 開発
K-3は1996年10月に初めて公開され、その時点では約40挺ほどしか生産はされておらず量産には至っていなかった。
K-3は開発や生産に関しても非常に内密に行われているため大部分が不明であるが2006年の軍事パレードにて特殊部隊が所持しているのが確認できるため一定数が特殊部隊などに向けて生産されていると思われる。

## 構成
K-3はAK-74をブルパップ方式に変換した自動小銃でブルパップ方式に変換するにあたって既存の銃床とハンドガードを廃止し、レシーバー後端にプラスチック製の銃尾を追加、レシーバーを延長しそこにプラスチック製のグリップとトリガーを配置している。銃尾を取り付けるためにレシーバーカバーは長方形に変更されており分解するボタンの位置もレシーバー後端からレシーバー上部に変更されている。
ガスチューブからガス導入部までを覆うようにプラスチック製のハンドガードを追加している。既存のガスチューブカバーもプラスチック製に変更されている。ガス導入部とフロントトラニオンには再設計されたアイアンサイトを備えている。
またレシーバー左側面にはサイドマウントレールがあるため独自照準器のPSR-3はもちろんそれ以外のPSO-1などの対応した照準器が取り付け可能。この独自形状の銃口装置はライフルグレネードの投射が可能で、正式量産モデルは無改造で投射が可能だが初期生産モデルでは専用のアダプターを取り付ける必要があった。特殊な点として射撃モードはフルオート、セミオートに加えてバースト射撃が可能である。
このプラスチックパーツはナイロンベースの硬質プラスチックで初期生産モデルでは緑色または茶色に着色されたものだったが、正式量産モデルからは黒色に着色し、滑り止めの溝がつけられたものに変更されている。
K-3はAK-74の信頼性の高さや優れた耐久性などの利点を全て受け継いだ上、ブルパップ方式に変換したことで反動や精度、重心位置、取り回しなどの面で性能が向上しているがブルパップ方式特有の欠点は依然存在している。